# Gjekë Marinaj

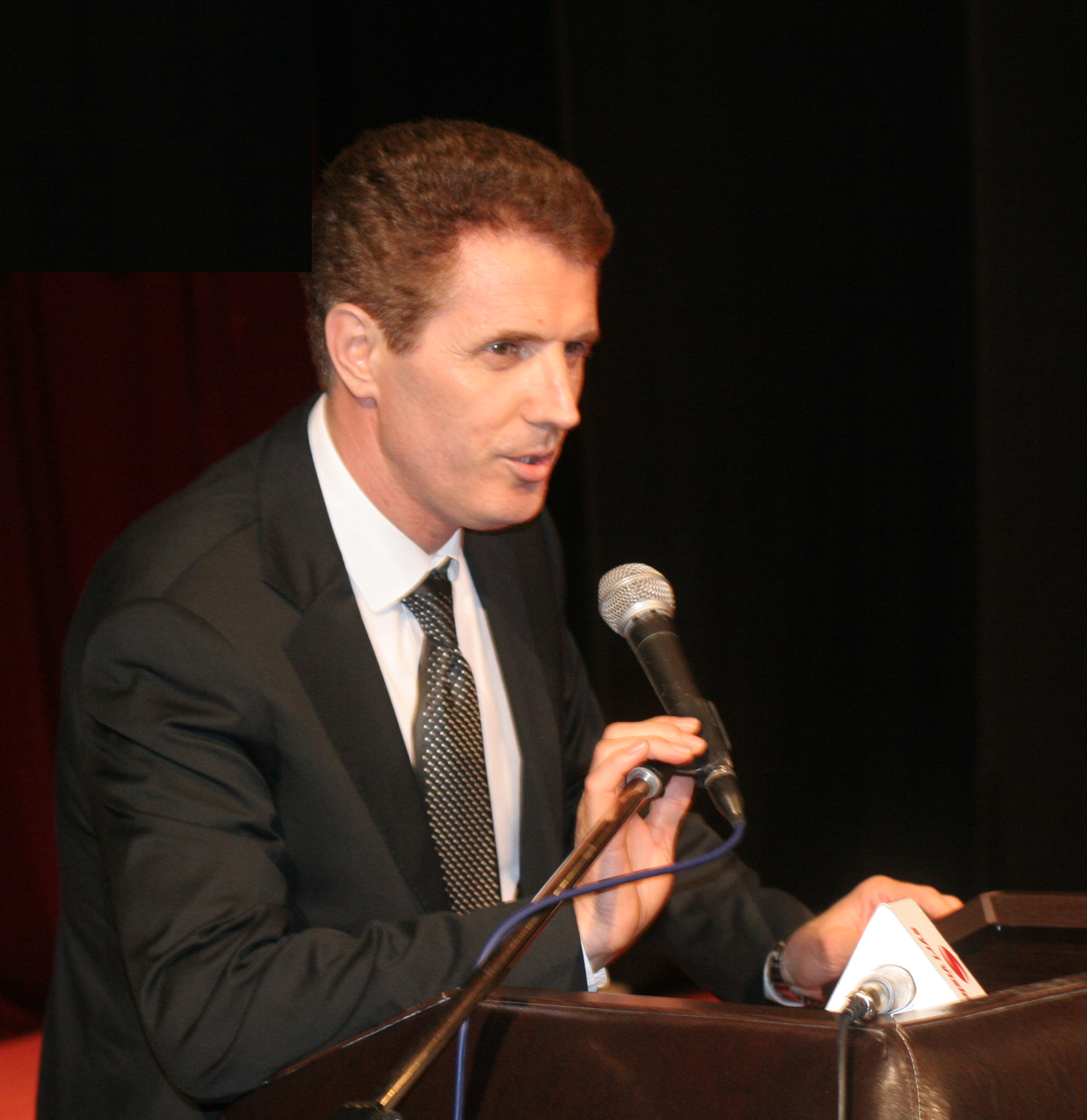
Gjekë Marinaj (2011)

Gjekë Marinaj (* 26. Mai 1965 in Brrut, Kreis Malësia e Madhe, Albanien) ist ein albanisch-amerikanischer Dichter, Schriftsteller, Übersetzer und Literaturkritiker. Derzeit lebt er in den Vereinigten Staaten in Richardson (Texas). Marinaj war erster Präsident der Vereinigung albanisch-amerikanischer Schriftsteller, die im Jahre 2001 gegründet wurde, und hat eine Reihe Werke in Lyrik und Prosa veröffentlicht, aber sich auch einen Namen mit seiner Literaturkritik gemacht. Seine Arbeit wurde mehrfach ausgezeichnet.

## Leben und Karriere
Marinaj wurde 1965 in der abgelegenen, gebirgigen Region Malësia e Madhe im Norden Albaniens geboren. Erstmals erschienen Publikationen von ihm in lokalen Zeitungen in Shkodra. Danach konnte er in einigen landesweiten albanischen Publikationen veröffentlichen wie Zëri i Rinisë („Die Stimme der Jugend“), Luftëtari („Der Kämpfer“), Vullnetari („Der Freiwillige“) und Drita („Das Licht“). Im August 1990 wurde Marinajs anti-kommunistisches, satirisches Gedicht mit dem Titel Pferde (albanischer Originaltitel: Kuajt) veröffentlicht. Da er sich seiner kurzbevorstehenden Festnahme durch die Staatssicherheit Sigurimi bewusst war, flüchtete er am 12. September 1990 nachts durch die Berge nach Jugoslawien. „Da er andere Dichter gesehen hatte, die im Zentrum der Stadt gehängt wurden dafür, dass sie ähnliche Bemerkungen über Freiheit und Befreiung geäußert hatten, war sich Marinaj bewußt, dass er das Land sofort verlassen mußte. Er packte einige seiner Lieblingsbücher, erzählte seinen Freunden und seiner Familie, dass er in Urlaub ginge, und begann eine acht Stunden lange Wanderung über die Berge bis nach Jugoslawien.“
Zwei Wochen nach seiner Ankunft in Podgorica (heute Montenegro) wurde er nach Serbien gebracht, wo er einige Monate in Padinska Skela, einem Flüchtlingslager in der Nähe von Belgrad, lebte. Später landete er im Hotel Avala, einem ehemaligen Touristenresort, das von den Vereinten Nationen in ein Flüchtlingslager umgewandelt worden war. Er arbeitete als Elektroinstallateur im Fernmeldewesen und lernte in seiner Freizeit Serbisch.
Nach einigen Monaten konnte er in die Vereinigten Staaten ausreisen. Nachdem er im Juli 1991 zuerst in San Diego gelebt hatte, zog er ein halbes Jahr später weiter nach Richardson, Texas. Während er sein neues Leben in den Vereinigten Staaten aufbaute, arbeitete Marinaj als selbstständiger Journalist für die albanischen Medien. Zu seinen Werken zählen Interviews mit Präsident George H. W. Bush, Shimon Peres, und dem Fußballer Pelé.
Im Jahre 2001 gründete Marinaj die Vereinigung Albanisch-Amerikanischer Schriftsteller und agierte bis ins Jahr 2009 als deren Präsident.
Zusätzlich zu seiner Ausbildung in Albanien erhielt Marinaj im Jahr 2001 seinen Associates Degree in Science am Brookhaven College in Farmers Branch. Er führte seine Studien an der Universität von Texas in Dallas fort, wo er im Jahr 2006 seinen Bachelorabschluss in Literatur mit Magna cum laude und seinen Masterabschluss im selben Fach im Jahr 2008 erhielt. Drei Jahre später wurde er für sein Studium des Holocaust vom Ackerman Center for Holocaust Studies zertifiziert.
Im Jahr 2012 verlieh die Universität von Texas in Dallas Marinaj die Doktorwürde für seine Dissertation mit dem Titel „Oral Poetry in Albanian and Other Balkan Cultures:  Translating the Labyrinths of Untranslatability“. Darin behandelt er die Geschichte und Philosophie der mündlich weitergegebenen Poesie in den Balkanländern und Übersetzungstheorie.
Marinaj lehrt seit 2001 unter anderem Englisch und Kommunikationswissenschaft am Richland College.

## Werke
Marinaj veröffentlichte verschiedene Werke im Bereich der Dichtung, des Journalismus und der Literaturkritik. Seine drei Sammelbände mit Gedichten sind Mos më ik larg (Verlass mich nicht), Infinit (Unendlich) und Lutje në ditën e tetë të javës (Gebet am achten Tag der Woche). Außerdem hat er ein Buch mit Interviews verschiedener Autoren mit dem Titel Ana tjetër e pasqyrës (Die andere Seite des Spiegels), ein Buch mit ausgewählten Artikeln und Kurzgeschichten mit dem Titel Ca gjëra nuk mund të mbeten sekret (Manche Dinge können nicht geheim bleiben) und ein literaturkritisches Buch mit dem Titel Protonizmi: nga teoria në praktikë (Protonismus: Von der Theorie in die Praxis) veröffentlicht.

### „Pferde“
Marinaj Gedicht mit dem Titel „Pferde“ wurde am 19. August 1990 in der albanischen Zeitung Drita veröffentlicht. Der satirische Kommentar handelt nicht von Pferden, sondern von den sozialen und politischen Zuständen und den Albanern, die von der unterdrückerischen kommunistischen Führung zusammengetrieben und eingesperrt wurden. Sowohl national als auch international führte die Veröffentlichung des Gedichts zu überraschenden Reaktionen. „Im Verlaufe des Vormittags waren alle Kopien von Drita im gesamten Land ausverkauft, aber die Mundpropaganda verbreitete sich nach wie vor rasch. Diejenigen, die ein Blatt ergattern konnten, kopierten den Text auf Papierfetzen und gaben sie an Fremde weiter. Andere rezitierten das Gedicht Passanten auf der Straße. Das ganze Land war komplett erregt über den Text des jungen unbekannten Autors.“
Marinajs Worte waren „Inspiration für Freiheit und haben dabei geholfen, den Kommunismus in Albanien zu besiegen.“ Monate später sangen Demonstranten das Gedicht bei Protesten gegen die Regierung.

### Protonismustheorie
Laut der Dallas Morning News versucht Marinaj mit seiner Protonismustheorie Frieden und positives Denken durch Literaturkritik fördern. Die Protonismustheorie basiert auf der Idee, dass es in jedem literarischen Werk starke und schwache Punkte gibt, dass aber die persönlichen Interessen und Neigungen eines Kritikers beeinflussen können, wie viel Fokus auf jeden dieser Punkte gelegt wird. Marinaj gründete die Protonismustheorie im Jahr 2005 als Antwort auf die Flut von übermäßig negativer Kritik innerhalb osteuropäischer Akademikerkreise in Folge des Zusammenbruchs des Kommunismus. Seine Reaktion darauf war die Entwicklung des Protonismus, um eine gemeinsame Basis zu bieten, die Kritikern die Möglichkeit gibt, ein literarisches Werk von einem objektiveren Standpunkt aus zu analysieren. Der Protonismus folgt fünf zentralen Prinzipien: Wahrheit, Recherche, Restitution, Protonismiotik und Ethik.

### Übersetzungen
Marinaj arbeitete als Gastredakteur für Translation Review und hat mehrere englischsprachige Bücher ins Albanische und zwei vom Albanischen ins Englische übersetzt. Zu diesen Übersetzungen gehören unter anderem eine Sammlung mündlicher albanischer Heldendichtung (mit Frederick Turner). Zusätzlich hat er mehr als ein Dutzend Bücher in beiden Sprachen überarbeitet.

## Würdigung
Marinaj ist Träger des Pjetër-Arbnori-Literaturpreises 2008, der durch das Internationale Kulturzentrum, einer Abteilung des albanischen Kultusministeriums, verliehen wird.
Von der National Media Group Tirana erhielt er 2011 den Albanian BookerMan Prize für Literatur.